# Susanne Brenner
Pour les articles homonymes, voir Brenner.
Susanne Cecelia Brenner est une mathématicienne américaine, dont les recherches concernent la méthode des éléments finis et les techniques associées pour la solution numérique des équations différentielles. Elle est professeure de mathématiques à l'université d'État de Louisiane. Elle est  présidente élue de la Society for Industrial and Applied Mathematics (SIAM) pour le mandat 2021-2022. 

## Biographie
Susanne Brenner obtient son diplôme en éducation (B.S.Ed) en mathématiques et en allemand au West Chester State College (en) en 1980, puis elle passe une année à l'université de Tubingen. Elle poursuit ses études à l'Université d'État de New York à Stony Brook, où elle obtient un master en mathématiques en 1982, puis un second master en mathématiques appliquées (1985) à l'université du Michigan. Elle prépare un doctorat dans cette même université, et soutient en 1988 une thèse intitulée Multigrid Methods for Nonconforming Finite Elements, sous la supervision conjointe de Jeffrey Rauch et L. Ridgway Scott.  
Elle enseigne à l'université Clarkson et à l'université de Caroline du Sud, puis rejoint l'université d'État de Louisiane en 2006, où elle est professeure Boyd. Auparavant, elle a occupé le poste de professorat Nicholson de mathématiques et le poste de  professorat Michael F. et Roberta Nesbit McDonald. 

## Activités de recherche et engagements institutionnels
Elle dirige le comité de rédaction de la revue Mathematics of Computation.
Elle est  présidente élue de la Society for Industrial and Applied Mathematics (SIAM) pour le mandat 2021-2022. 

## Prix et distinctions
Elle est membre de la Society for Industrial and Applied Mathematics, de l'American Mathematical Society  et de l'Association américaine pour l'avancement des sciences. L'Association for Women in Mathematics l'a incluse dans la classe 2020 des Fellows de l'AWM pour « être un modèle à l'échelle nationale et internationale en raison de son travail largement connu dans les méthodes des éléments finis; pour sa promotion des femmes en mathématiques via le Women in Numerical Analysis et le réseau de calcul scientifique, en tant que mentor de doctorats et en tant que conseiller d’étudiants diplômés et de premier cycle ». 
Elle est lauréate en 2011 de la Conférence Sofia Kovalevskaïa décernée conjointement par la Society for Industrial and Applied Mathematics et l'Association for Women in Mathematics.

## Publications
- « {\displaystyle C^{0}} interior penalty methods for fourth order elliptic boundary value problems on polygonal domains ». J. Sci. Comput. 22/23 (2005), 83-118.
- « Korn's inequalities for piecewise  vector fields ». Math. Comp. 73 (2004), no. 247, 1067–1087.
- « Poincaré-Friedrichs inequalities for piecewise {\displaystyle H^{1}}functions ». SIAM J. Numer. Anal. 41 (2003), no. 1, 306–324.
- (en) Susanne C. Brenner et L. Ridgeway Scott, The mathematical theory of finite element methods, New York/Berlin/Heidelberg, Springer, 2002, 2e éd., 361 p. (ISBN 0-387-95451-1, OCLC 48892839, lire en ligne) (Springer-Verlag, 1994; 3e édition, 2008).